# گاکوژه علیا
گاکوژه علیا، روستایی در دهستان ملکاری شرقی بخش زاب شهرستان میرآباد در استان آذربایجان غربی ایران است.

## جمعیت
بر پایه سرشماری عمومی نفوس و مسکن در سال ۱۳۹۵، جمعیت این روستا برابر با ۲۱ نفر (۵ خانوار) بوده‌است.

## نگارخانه

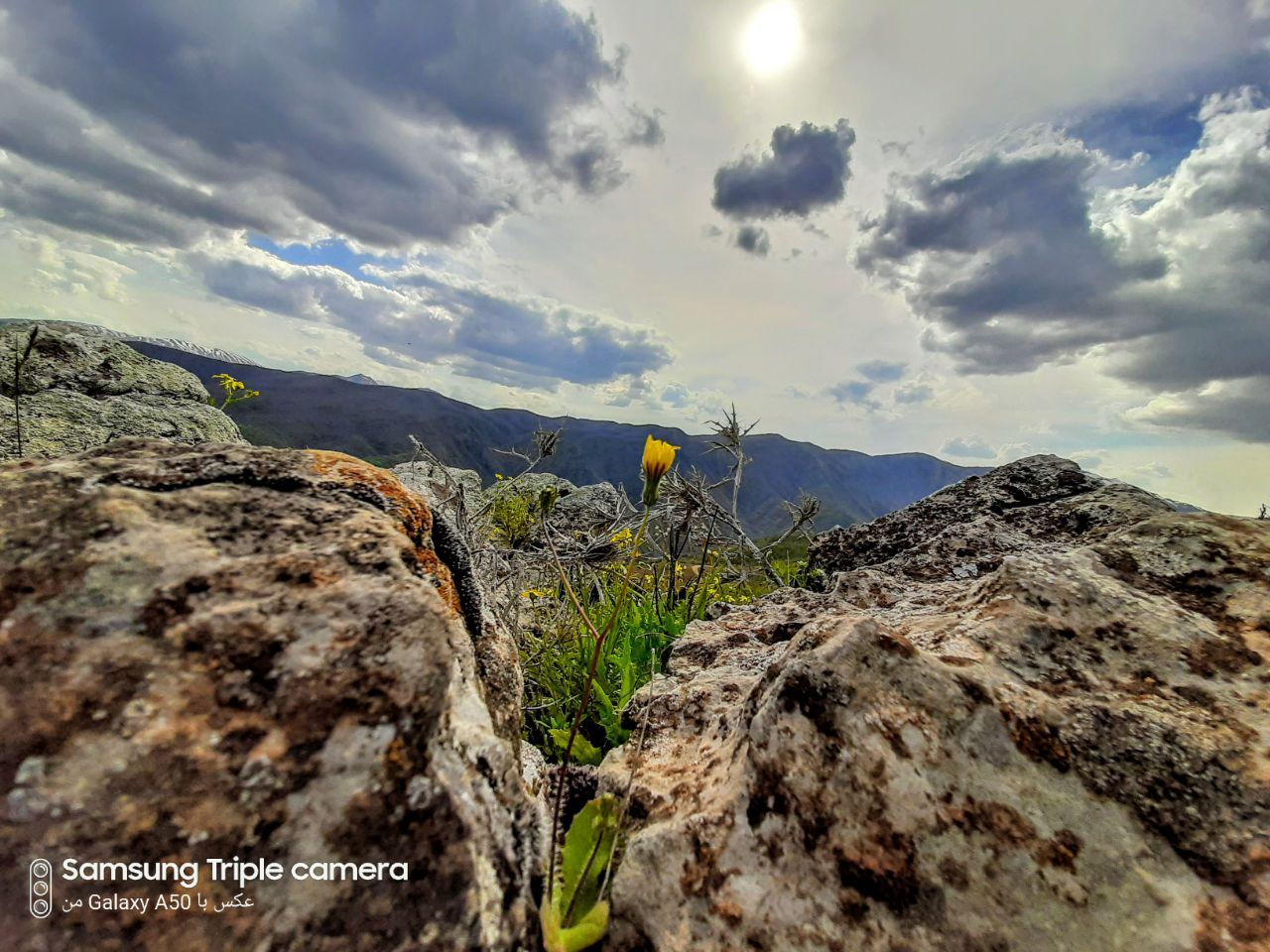
عکس‌های طبیعت گاکوژه

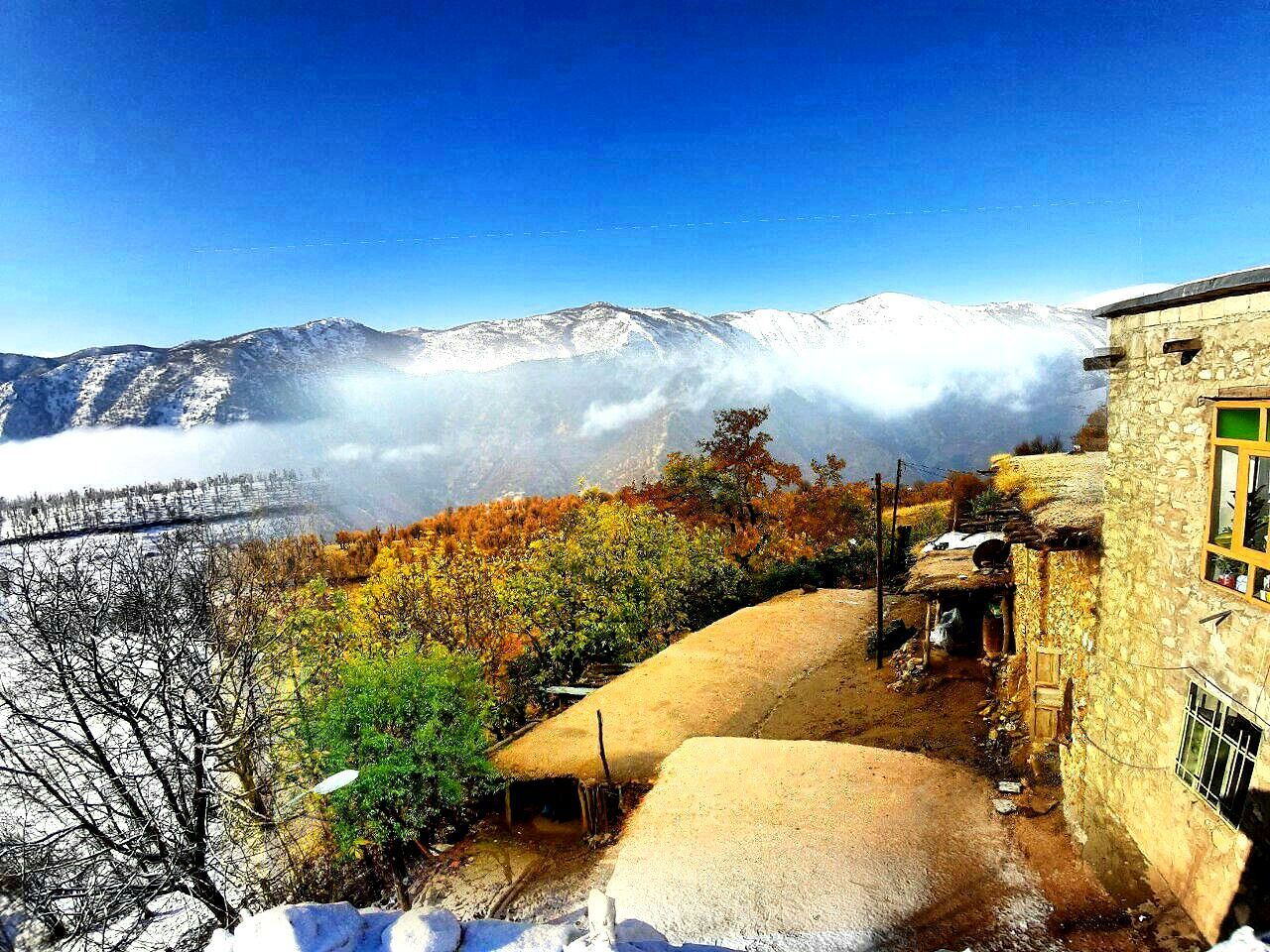
گاکوژه بالا در فصل پاییز و زمستان

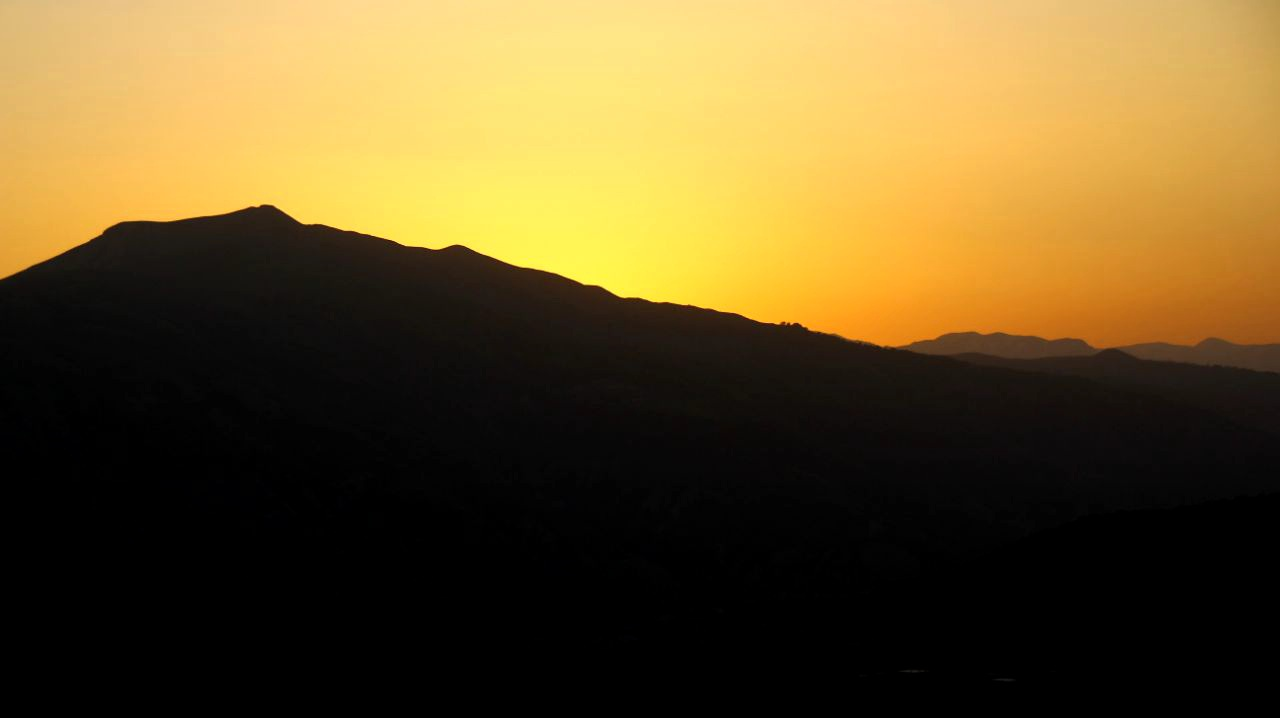
غروب زیبای خورشید از پشت کوه‌های گاکوژه

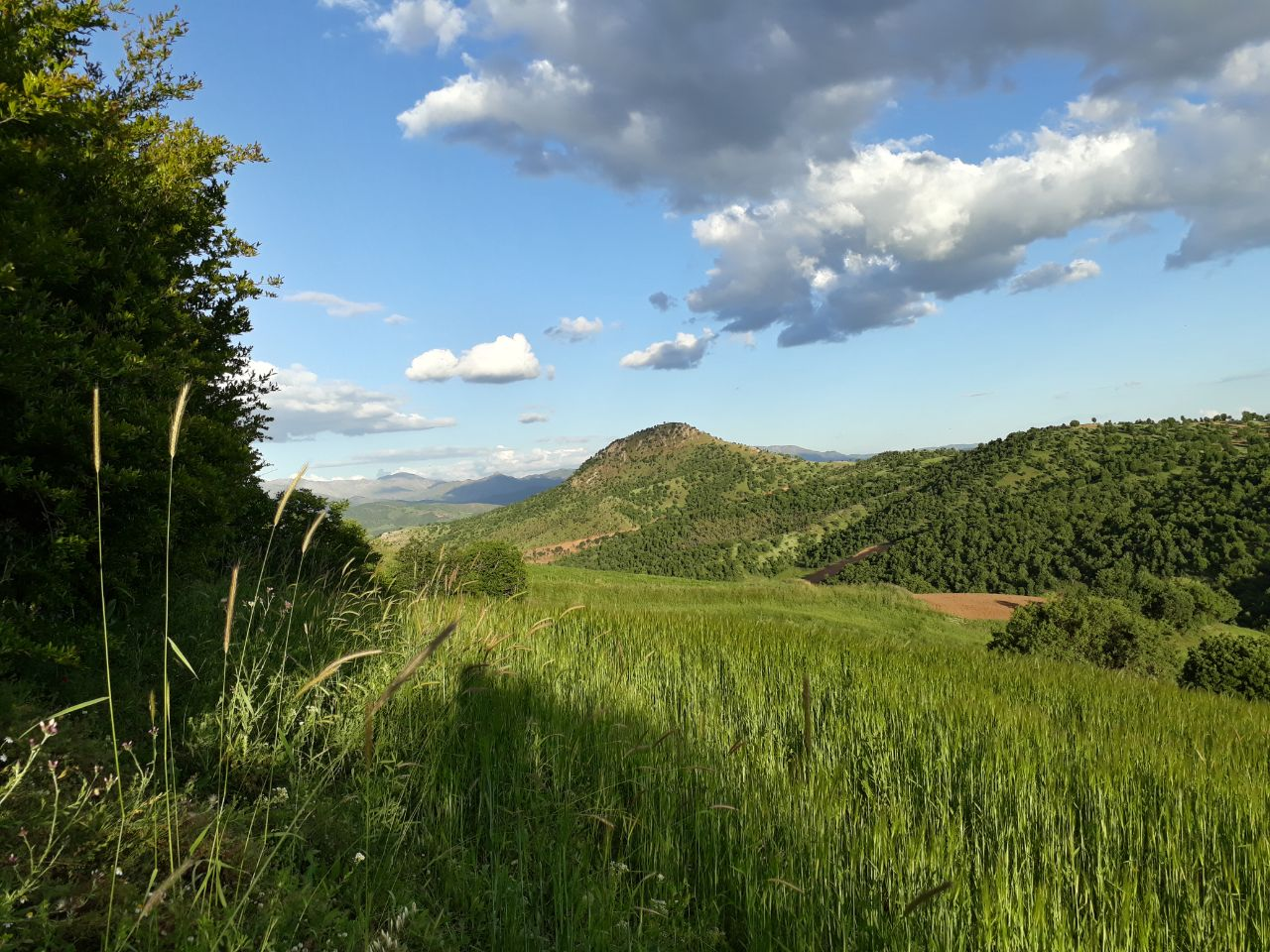
گاکوژه بالا در فصل بهار

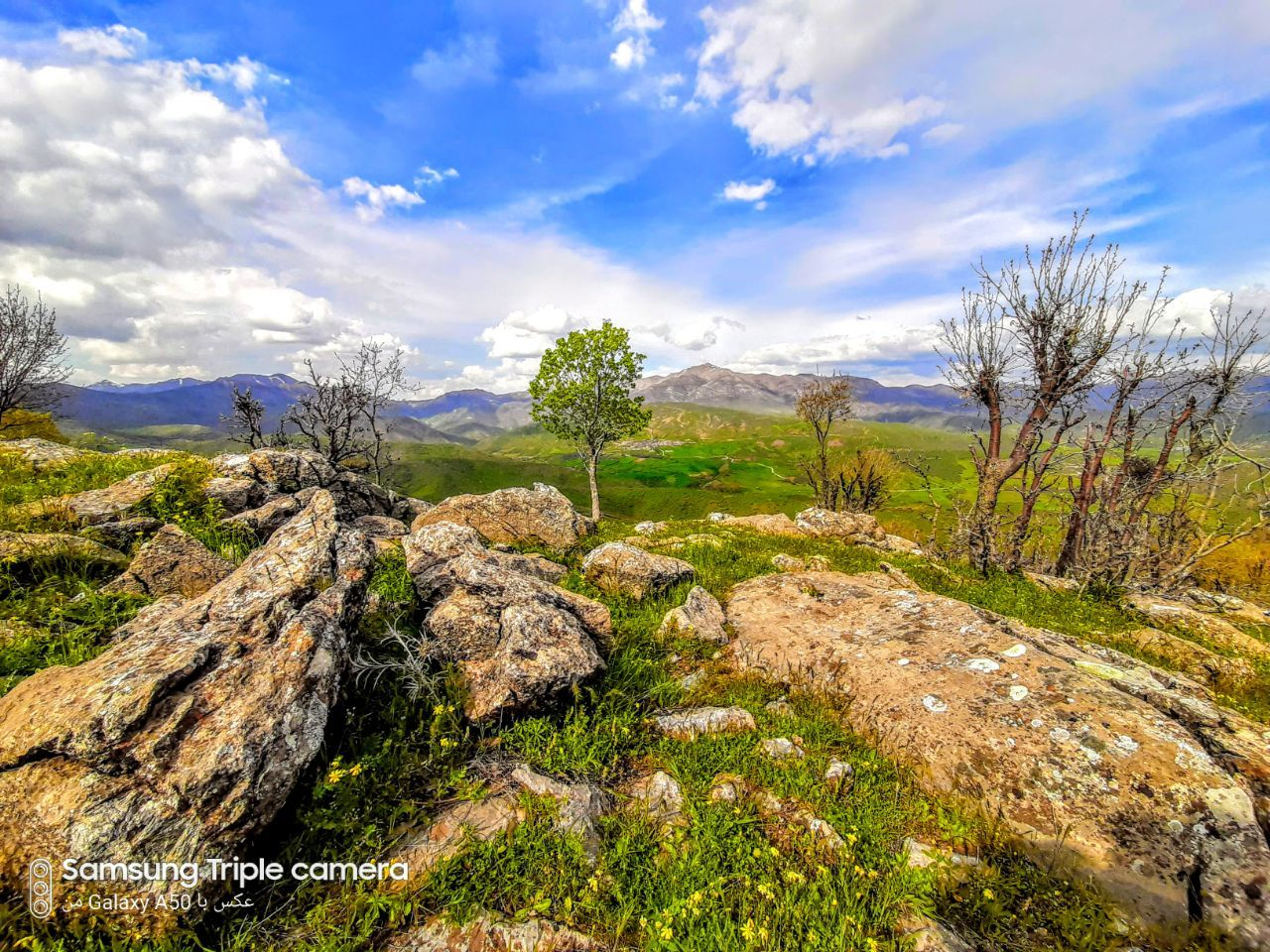
عکسی زیبا از طبیعت گاکوژه

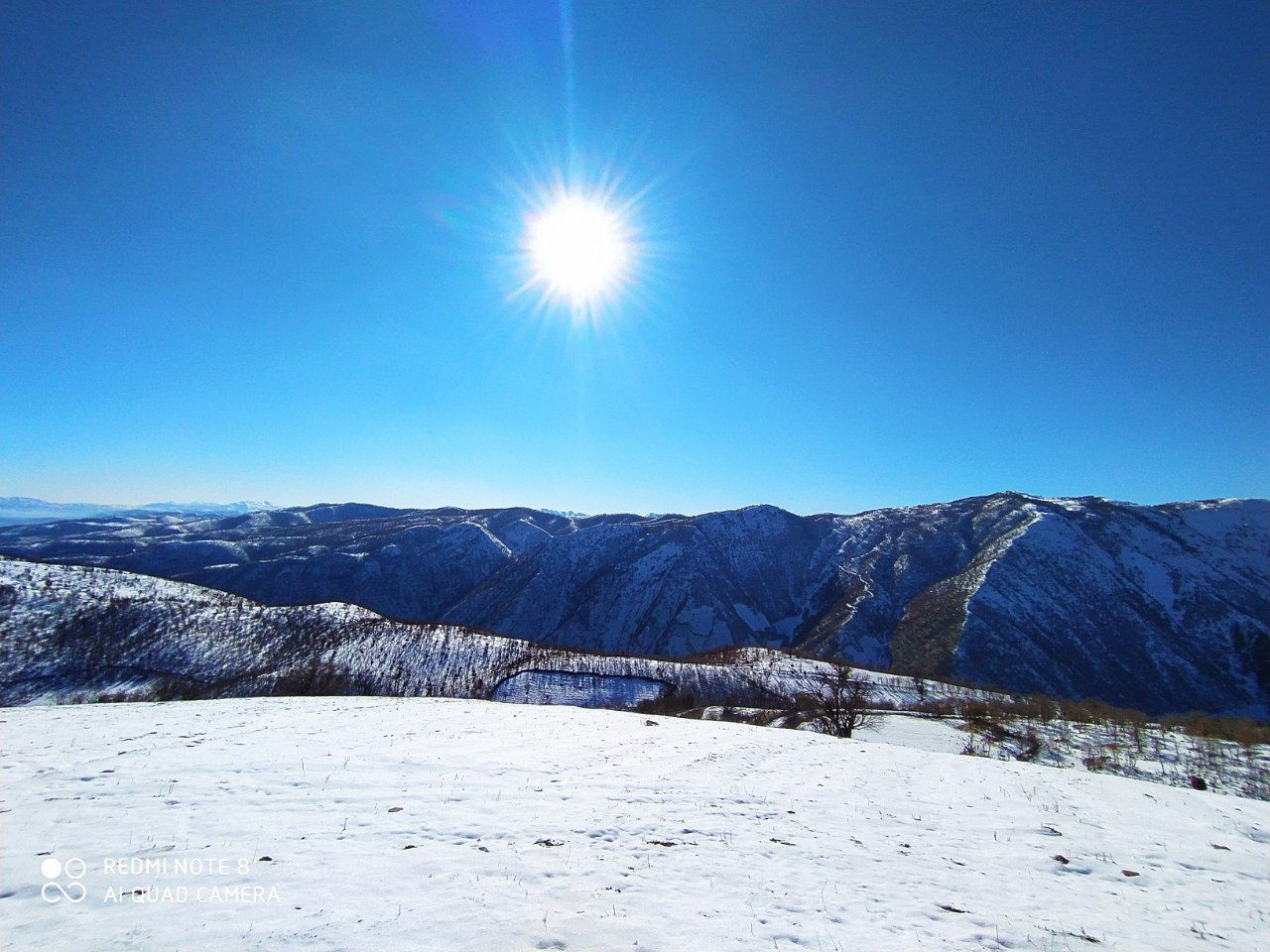
نمایی از زمستان گاکوژه بالا

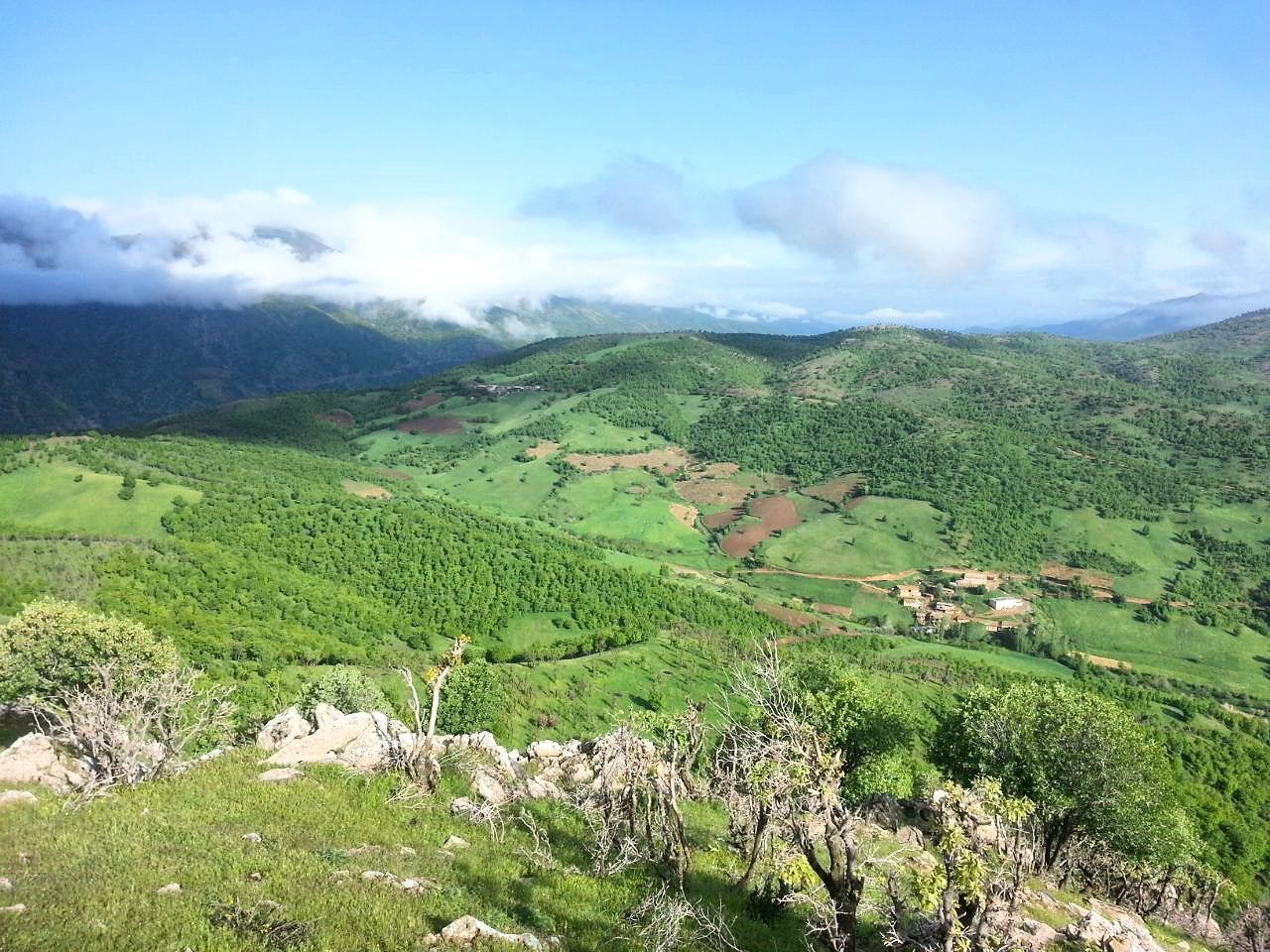
طبیعت روستاهای گاکوژه سفلی و گاکوژه علیا

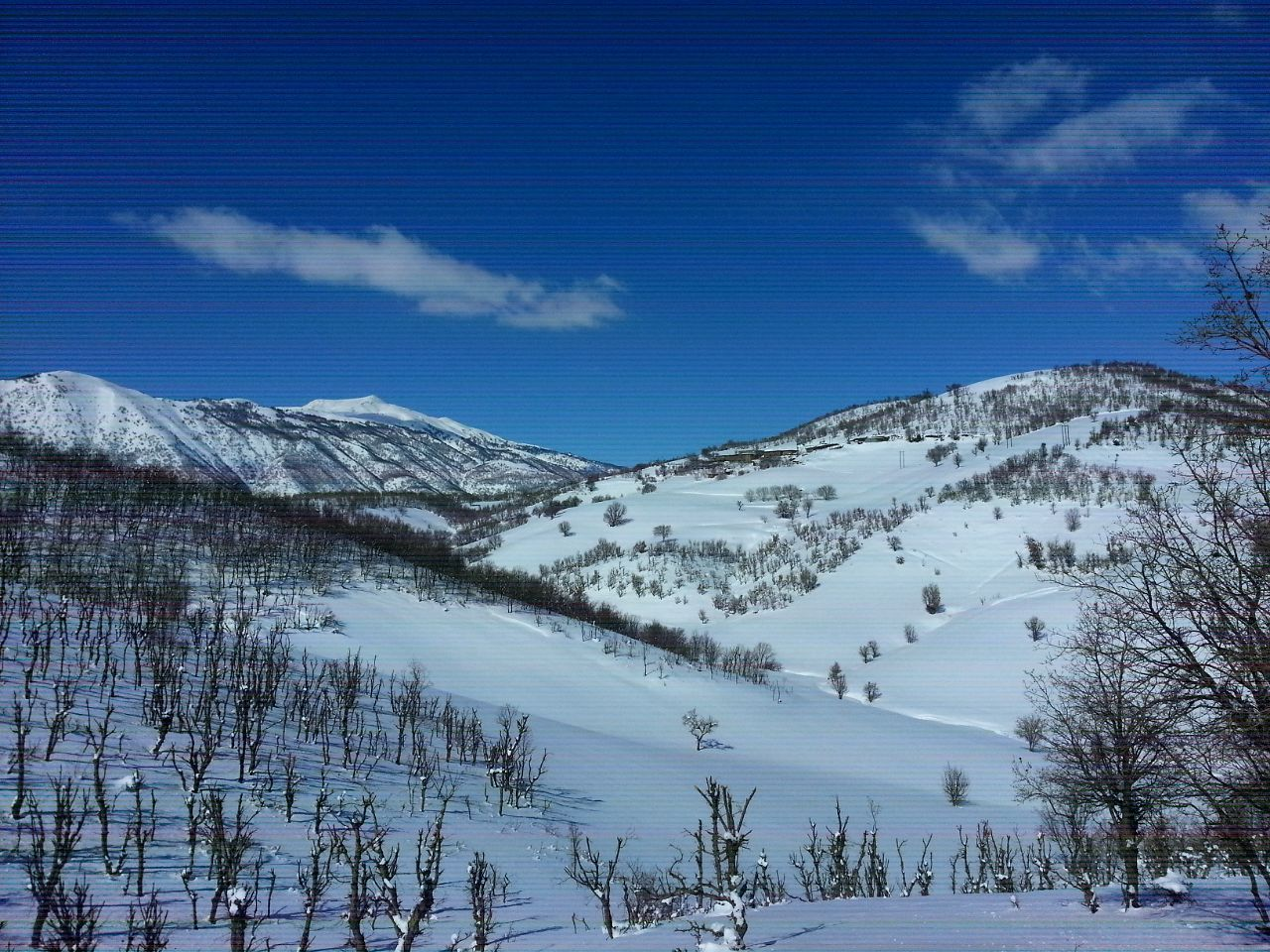
طبیعت روستای گاکوژه بالا در فصل زمستان